# Ramanathapuram
Ramanathapuram (en tamoul : இராமநாதபுரம் ; « Cité du Seigneur Râma ») une ville indienne située dans le district de Ramanathapuram, dont elle est chef-lieu, dans l’État du Tamil Nadu. En 2011, sa population était de 61 440 habitants. Elle est la capitale du Ramnad — dont elle porte aussi le nom —, une ancienne région et principauté d'Inde.

## Source de la traduction
- (en) Cet article est partiellement ou en totalité issu de l’article de Wikipédia en anglais intitulé « Ramanathapuram » (voir la liste des auteurs).